# Ligurščina
Ligurščina (ligursko ligure ali lengua ligure) je galoitalski jezik, ki se govori v Liguriji v severni Italiji, delih sredozemske obale Francije, Monaku in vaseh Carloforte in Calasetta na Sardiniji. Ima več narečij. V Genovi, glavnem mestu Ligurije,  se govori genovsko narečje zeneize, po katerem je bil standardiziran ligurski jezik.
Ligurski pesniki in pisatelji pišejo v ligurščini že od 13. stoletja. Med najbolj znani so anonimen Genovežan  Luchetto, Martin Piaggio in Gian Giacomo Cavalli. 

## Opis
Ligurščina je kot galoitalski jezik najtesneje povezana z lombardskim, piemontskim in emilia-romanskim jezikom, ki se govorijo v sosednjih italijanskih provincah. Od njih se razlikuje po tem, da ima nekaj prepoznavnih italijanskih značilnosti.  Med romansko ligurščino in ligurščino, ki jo je govorilo staroveško prebivalstvo Ligurije, ni nobene povezave. Od starodavne ligurščine se je ohranilo samo nekaj krajevnih imen, med njimi tudi Ligurija. 